# IC 5093
IC 5093 је спирална галаксија у сазвјежђу Паун која се налази на листи објеката дубоког неба у Индекс каталогу.
Деклинација објекта је - 70° 37' 20" а ректасцензија 21h 18m 46,4s. Привидна величина (магнитуда) објекта IC 5093 износи 15,2 а фотографска магнитуда 16,0. IC 5093 је још познат и под ознакама ESO 75-1, PGC 66543.